# Alepas parasita
Alepas parasita är en kräftdjursart som beskrevs av Rang 1829. Alepas parasita ingår i släktet Alepas och familjen Lepadidae. Inga underarter finns listade i Catalogue of Life.